# 아레슐트 동 MIB역
아레슐트 동 MIB역(독일어: Bahnhof Aareschlucht Ost MIB)은 스위스 베른주의 인너트키르헨 지치체에 있는 기차역이다. 1,000mm 마이링엔-인너트키르헨 철도(MIB)의 마이링엔-인너트키르헨선 노선에 위치한다. 특이하게도, 이 역은 아레 협곡과 평행을 이루는 터널 내부에 있다.

## 운행편
2020년 12월 시간표 변경에 따라 아레슐트 동 MIB에서 다음 서비스가 정차한다.
- 레기오 : 마이링엔과 인너트키르헨 MIB 사이를 30분 간격으로 운행한다.